# トリスティン・メイズ
トリスティン・メイズ（Tristin Mays、1990年6月10日 - ）は、アメリカ合衆国の女優。ルイジアナ州出身。

## 出演作品
- サンダーストラック 奇跡を呼ぶダンクシューター
- プライベート ～女子寮連続殺人事件
- エイリアス シーズン3
- エイリアス／２重スパイの女
- MACGYVER/マクガイバー（ライリー・デイヴィス役）